# Дослідницький центр Еймса
Дослідницький центр Еймса (англ. Ames Research Center, ARC) — відділення американського урядового агентства НАСА, розташоване на території аеропорту Моффет-Філд, недалеко від Маунтін-В'ю (Каліфорнія). Комплекс заснований 20 грудня 1939 року як друга лабораторія Національного консультативного комітету з аеронавтики (англ. National Advisory Committee for Aeronautics, NACA), став частиною НАСА у 1958 році. Центр названо на честь професора фізики Джозефа Еймса, співзасновника та голови (1919—1939) комітету НАСА.

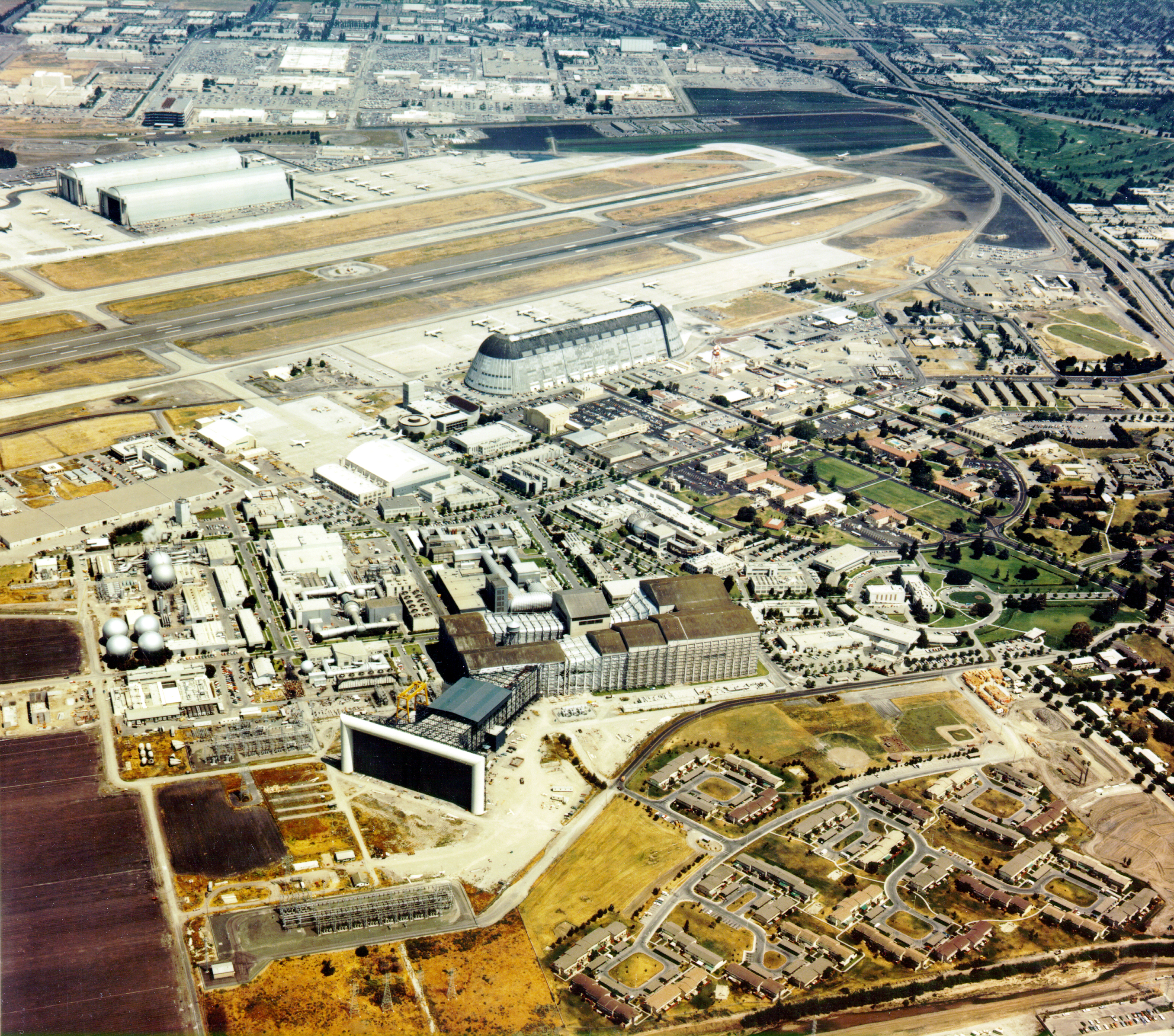
Аерофотографія Моффет-Філда і центру Еймса

Центр Еймса — один з основних центрів НАСА, розташований у Кремнієвій долині, поблизу від багатьох високотехнологічних компаній, корпоративних інвестфондів, університетів і безлічі лабораторій, які створили цій місцевості репутацію місця, де розвиваються нові технології. Значення центру з 2300 дослідниками і 600 млн. щорічного бюджету, також досить вагоме.
Спочатку в центрі планувалось виконувати експерименти в аеродинамічній трубі і вивчати аеродинаміку гвинтових літаків, однак сфера діяльності розширилась: тут досліджують технології для аеронавтики, космічних польотів й інформаційні технології. Центр брав участь у багатьох місіях НАСА, він лідирує в астробіології, малих космічних апаратах, роботизованих дослідженнях Місяця, технологіях для проєкту «Сузір'я» (англ. Constellation Program); в пошуках придатних для життя планет; суперкомп'ютерах; розумних і адаптивних системах; термозахисті; та повітряній астрономії.
Еймс є центром управління польотом кількох ключових наукових місій НАСА (Місії Кеплера, LCROSS, SOFIA, LADEE). Здійснений значний внесок до проєкту Exploration (КА Оріон і РН Ares I).

## Місії

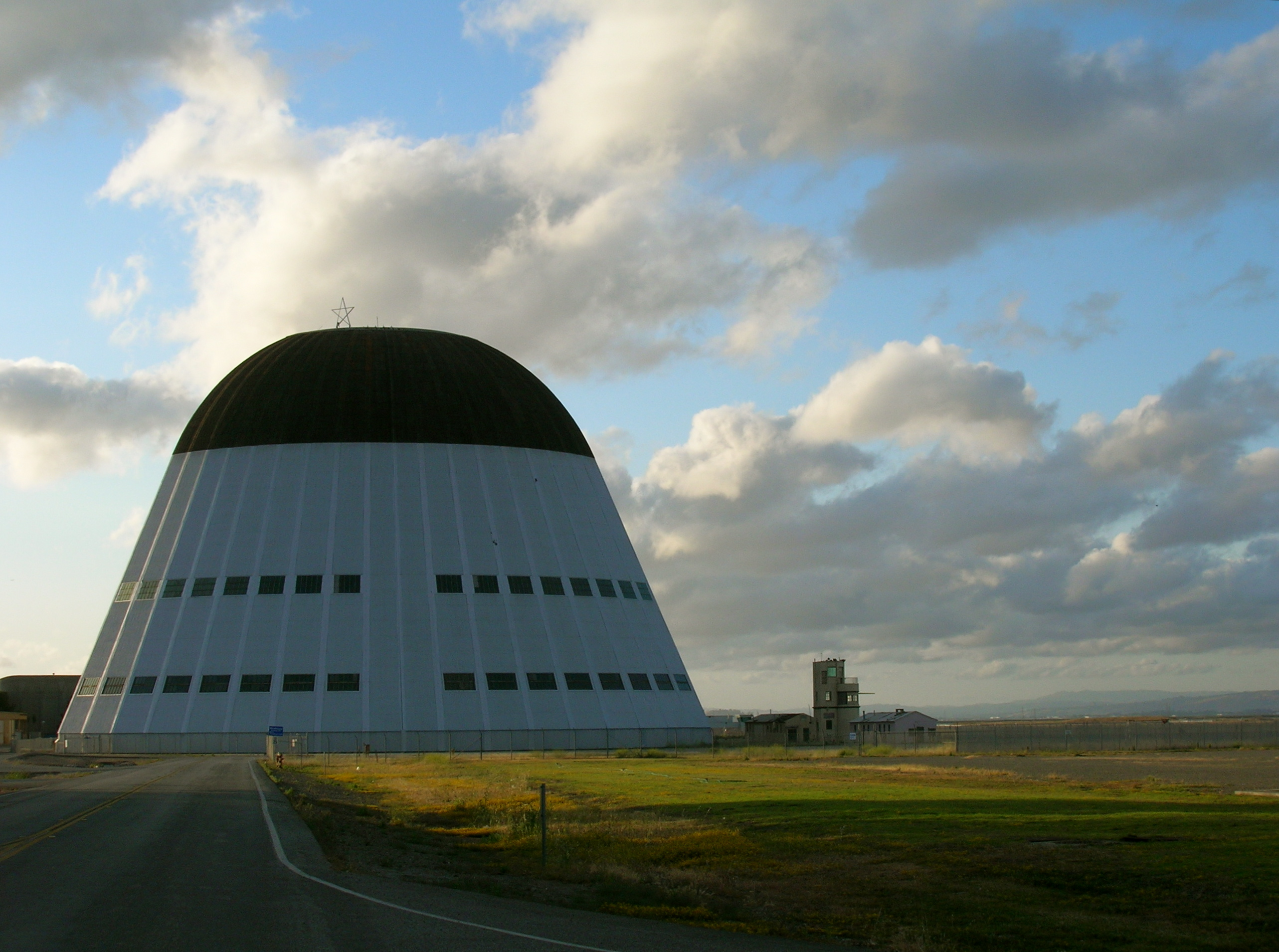
, початковий американський Navy елінг, в Маунтін-В'ю, штат Каліфорнія

Хоча Еймс — це науково-дослідницький центр НАСА, а не центр польотів, він активно бере участь в астрономічних і космічних місіях.
Програма «Піонер» — це вісім успішних космічних місій з 1965 по 1978 роки, які керувались Чарльзом Холлом в Еймсі, спочатку були націлені на дослідження внутрішньої сонячної системи. Але до 1972 року він підтримав сміливі обльотні місії до Юпітера та Сатурна з «Піонер-10» і «Піонер-11». Ці дві місії були стежками блейзера (радіаційна обстановка, нові місяці, гравітаційна допомога обльоту) для проєктувальників у складніших місіях «Вояджер-1» і «Вояджер-2», запущені за п'ять років опісля. До кінця 1978 року, програма побачила повернення до дослідження внутрішньої частини сонячної системи, в обличчі Pioneer Venus Orbiter та Multiprobe.
Lunar Prospector була третьою місією обраною НАСА для повноцінного розвитку та будівництва в рамках програми Discovery. При вартості у 62 800 000 дол., 19-місячна місія була введена в низькій полярній орбіті Місяця, здійснюючи відображення складу поверхні і можливих полярних родовищ льоду, вимірювання магнітних і гравітаційних полів, і дослідження місячних газовиділення. Ґрунтуючись на даних Lunar Prospector Neutron Spectrometer (NS), вчені місії встановили, що там дійсно є водяний лід в полярних кратерах Місяця. Місія, що завершилися 31 липня 1999 року, коли орбітальний апарат керовано направили в кратер поблизу південного полюсу Місяця в спробі (невдалій) аналізу місячної полярної води шляхом випаровування.
11-фунтовий (5 кг) GeneSat-1, створена для розведення бактерій всередині мініатюрної лабораторії, було запущено 16 грудня 2006 року. Дуже маленький супутник НАСА довів, що вчені можуть швидко розробляти і запускати новий клас недорогих апаратів, а також проводити серйозні наукові дослідження.
Lunar CRater Observation and Sensing Satellite (LCROSS) у місії пошуків води на Місяці, мав роль «вторинного» космічного корабля корисного навантаження. LCROSS почав свій шлях на Місяць на тій же ракеті, що і Lunar Reconnaissance Orbiter (LRO), який продовжував проводити іншу місячну задачу. Запущена в квітні 2009 року на Atlas V ракета з Космічного центру імені Кеннеді, у Флориді.
Kepler — це перша місія НАСА, здатна знайти землеподібні за розміром (і менші) планети. Місія «Кеплер» спостерігає яскравість випромінювання зір, щоб знайти планети, які проходять перед ним. Під час таких проходів або «транзитів» планети будуть трохи зменшувати яскравість зорі. А дослідники, обробивши інформацію, знаходять планети, подібні до Землі. Таким чином, було знайдено сотні землеподібних планет.
Stratospheric Observatory for Infrared Astronomy (SOFIA) — це спільна програма США і Німецького аерокосмічного агентства, тобто НАСА і DLR, які створили інфрачервоний телескоп-платформу, який може літати на висотах достатньо великих, щоб бути в інфрачервоному прозорому режимі вище водяної пари в атмосфері Землі. Літальні апарати поставлялися з США, а інфрачервоний телескоп — з Німеччини. Модифікований планер Boeing 747SP для розміщення телескопа, має унікальне обладнання і великі зовнішній двері, які були розроблені компанією Communications Integrated Systems з Вейко, Техас.
Місія Interface Region Imaging Spectrograph — створений та обслуговується за допомогою партнерства з Lockheed Martin Solar та Астрофізичної Лабораторії, задля розуміння процесів на кордоні між хромосферою Сонця та його короною. Ця місія діє під егідою програми НАСА «Експлорер».
Місія Lunar Atmosphere Dust Environment Explorer (LADEE) — була розроблена НАСА у центрі Еймса. Успішно запущена до Місяця 6 вересня 2013 року.
Крім того, центр Еймс виконує роль підтримки в низці завдань, насамперед у місіях Mars Pathfinder та Mars Exploration Rover, де Intelligent Robotics Laboratory Еймса грає ключову роль. Еймс був партнером по таких місіях до Марса, як Phoenix, у місії Mars Scout Program відправляючи високоширотний спусковий апарат на Марс, розгорнуті маніпулятори для риття до 0,5 метра у шарах льоду і аналізу складу ґрунту. Еймс також є партнером Марсіанської наукової лабораторії, що розробляє та тестує наступне покоління марсоходів для знаходження ознак органіки та складних молекул.

## Дослідження автоматизації управління повітряним рухом
Aviation Systems Division проводить дослідження та розробку у двох основних галузях: управління повітряним рухом, а також моделювання польоту з високою точністю відтворення. Для організації повітряного руху, дослідники створюють та тестують концепції в розмірі до трикратної сьогоднішнього рівня літаків для безпеки в національному повітряному просторі США. Автоматизація та супутні елементи безпеки є ключовими основами розробки концепції. Історично склалося, що були розроблені продукти, які згодом були реалізовані для авіапасажирів, які нині[коли?] використовуються у всіх Сполучених Штатах Америки. Для імітації високоякісного польоту, діє Flight Simulator — найбільший поділ у світі (симулятор вертикального руху), симулятор рівня-D 747—400, і симулятор панорамного управління повітряним рухом. Ці тренажери використовуються для різних цілей, включаючи систему безперервного навчання пілотів Шаттла, розвитку якостей майбутньої обробки космічних апаратів, тестування систем управління у вертольотах. Оцінку та розслідування нещасних випадків проводить Joint Strike Fighter. Персонал в відділі — це безліч технічних фахівців, в тому числі керівники та контролери механіки польоту, моделювальння та інформатики. Клієнти за межами НАСА: FAA, DOD, DHS, DOT, NTSB, Lockheed Martin, і Boeing.

## Інформаційні технології

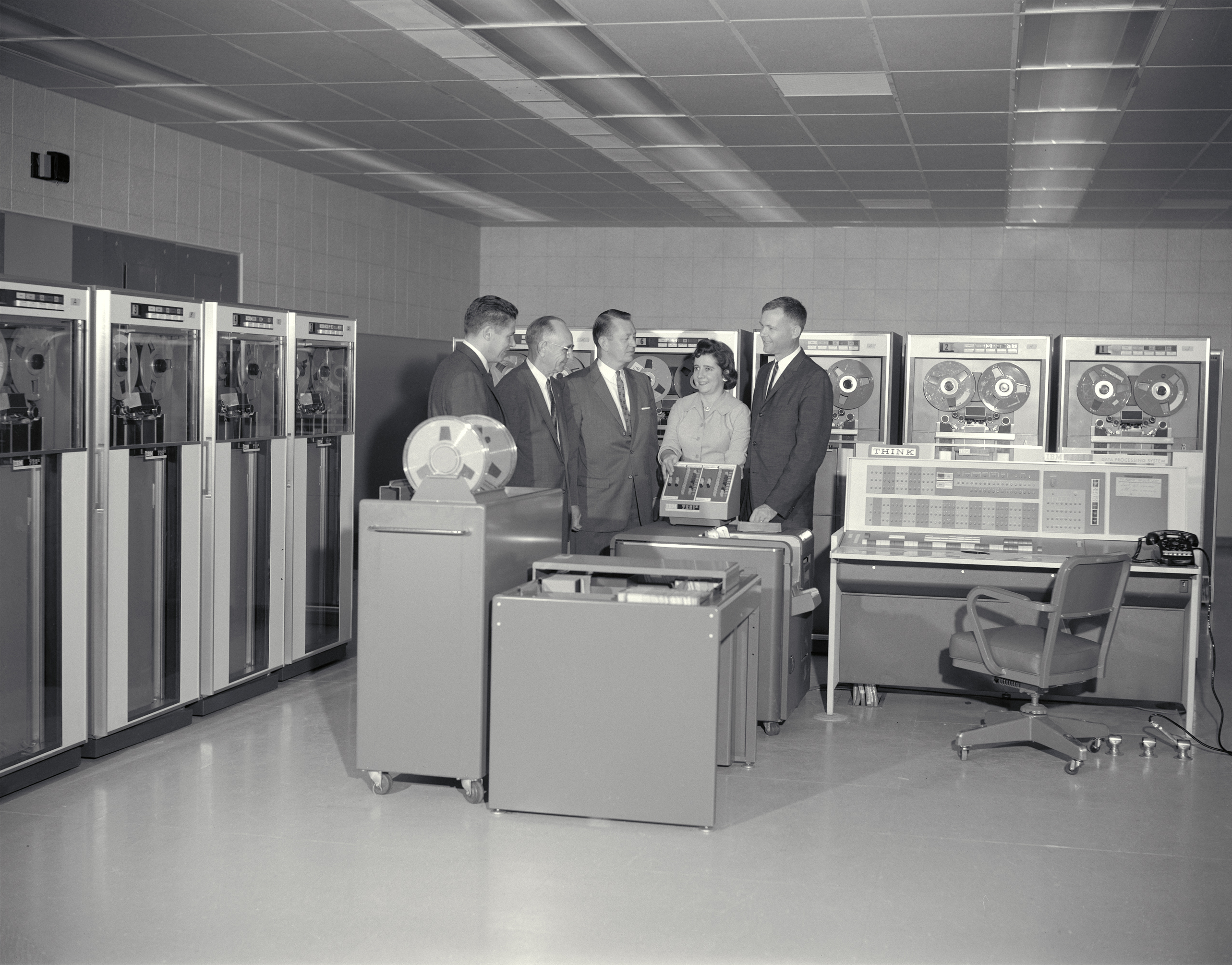
IBM 7090 — Мейнфрейм в Еймсі у 1961 році. Сміт Дефранс, засновник і директор Еймсу, другий ліворуч.

Еймс — це дім великих науково-дослідницьких і дослідницьких підрозділів НАСА як: Advanced Supercomputing, Human Factors та Штучного Інтелекту (Інтелектуальних систем). Ці дослідницькі організації сприяють розвитку та підтримують зусилля Exploration НАСА, а також триваючі операції МКС, та Плану космічної науки і повітроплавання, які працюють через НАСА. У центрі також працює і підтримується E Root name server з системою DNS.
Intelligent Systems Division — це провідний відділ розробки передового інтелектуального програмного забезпечення та систем НАСА для всіх дирекцій місій. Він забезпечує програмний досвід для повітроплавання, космічних наукових програм, Міжнародної космічної станції, і екіпажу Exploration Vehicle (CEV. Перший AI в просторі (Deep Space 1) був розроблений на основі коду TI, як MAPGEN, програмне забезпечення, яке щодня планує діяльність на Mars Exploration Rover. Те ж саме ядро мислення використовується для праці Фенікса, і системи планування для сонячних батарей МКС. Також там відбувається управління Інтегрованої системи охорони здоров'я для МКС, що керує гіроскопами, спільними системами з семантичними засобами пошуку, і надійної програмної інженерії за обсягом робіт коду TI.
Human Systems Integration Division здійснює досліди над людиною, розробляє дизайн та операції складних аерокосмічних систем на основі аналізу, експериментування і моделювання працездатності людини і взаємодії людини і автоматизації, щоб зробити значні поліпшення в безпеці, ефективності та успіху місії. Протягом багатьох десятиліть, Human Systems Integration Division був на передовій аерокосмічних досліджень, що стосуються людини. Відділ — це дім для понад 100 дослідників, підрядників та адміністративного персоналу.
У Еймсі працює один з найшвидших суперкомп'ютерів у світі, Pleiades, який буде і надалі вдосконалюватись. Заплановано досягти 10 петафлопсів з обробки до 2012 року.
У вересні 2009 року Еймс розпочав проєкт NEBULA як швидкий і потужний Cloud Computing Platform для обробки великої кількості даних НАСА, які виконали вимоги безпеки. Ця інноваційна пілотна програма використовує компоненти з відкритим вихідним кодом, що відповідає FISMA і може масштабуватися до вимог урядового розміру, будучи надзвичайно енергоефективною. У липні 2010 року НАСА CTO Кріс К. Кемп з відкритим вихідним кодом Nova, технології, що лежить в основі проєкту NEBULA у співпраці з Rackspace, запускає OpenStack. OpenStack згодом став одним з найбільших і найдинамічніших проєктів з відкритим кодом в історії обчислювальної техніки, і був включений в більшість дистрибутивів Лінукса, і в тому числі: Red Hat, Oracle, HP, SUSE, та Canonical.

## Обробка зображень
Еймс став одним з перших місць у світі для проведення досліджень по обробці зображень супутниковими платформами аерофотозйомки. Деякі з перших методик контрастного посилення при допомозі аналізу Фур'є були розроблені у Еймсі в співпраці з дослідниками із ESL Inc.

## Аеродинамічні тунелі

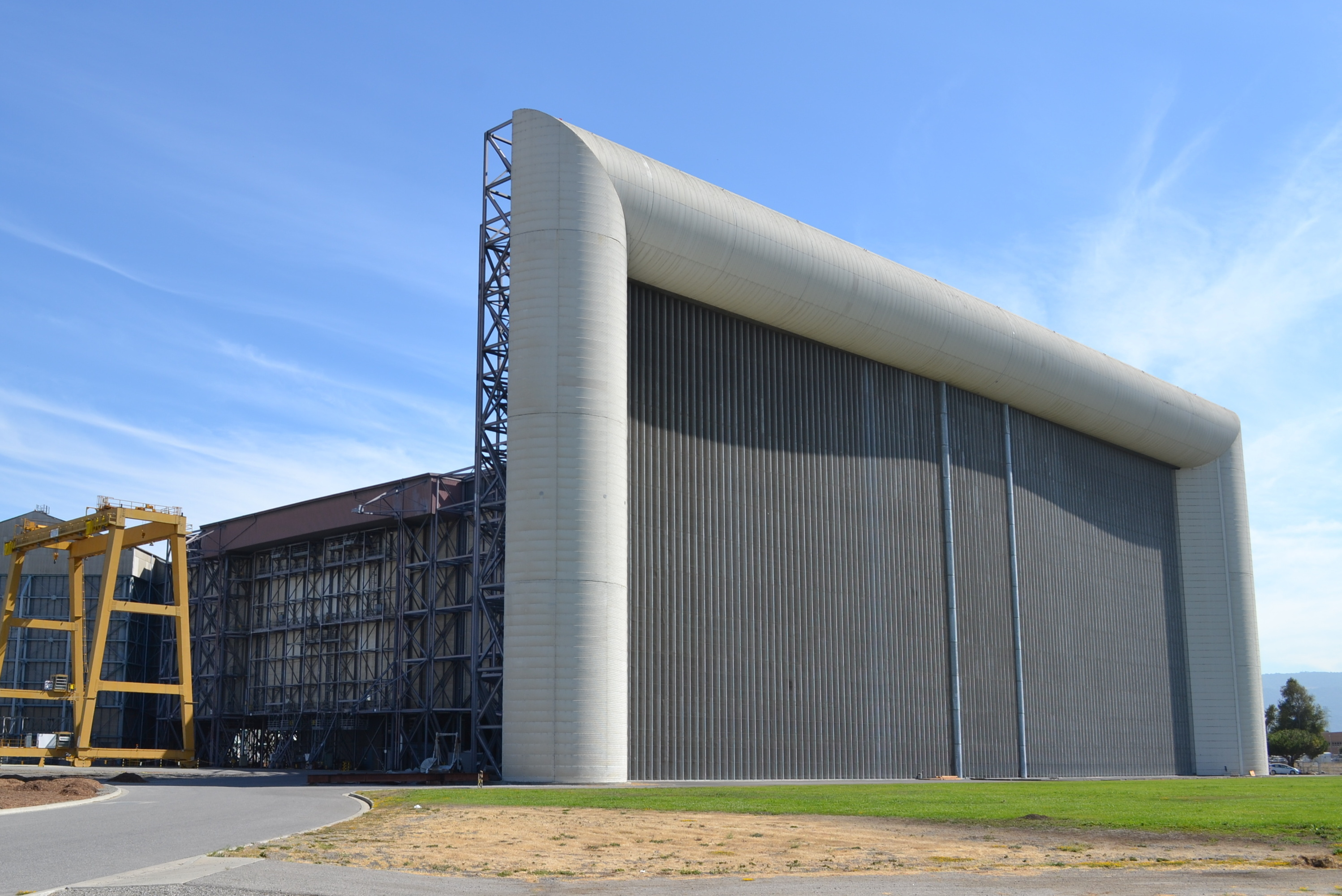
Один з повітрозабірників у 80 по 120 футів аеродинамічної труби (найбільший у світі), розташований у НАСА Ames Research Center.

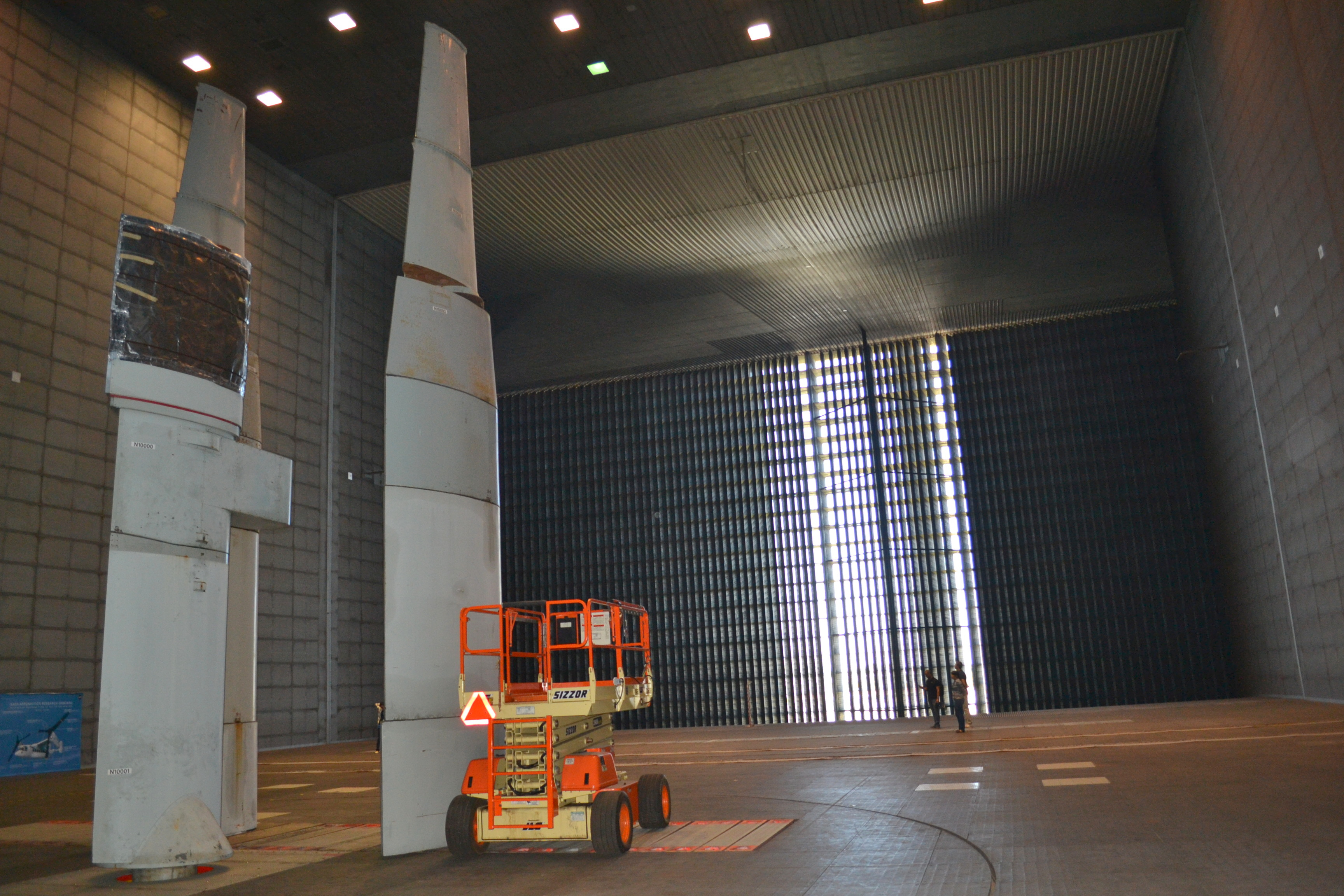
Усередині 80 на 120 футів аеродинамічної труби. Літаки або їх масштабовані моделі можуть бути встановлені на трьох стійках на передньому плані, який на цій світлині займають окремі частини крила літака.

Аеродинамічні труби науково-дослідницького центру Еймса відомі не тільки своїми величезними розмірами, але і різноманітністю їх характеристик, які дають змогу проводити найрізноманітніші види науково-технічних досліджень.

### ARC Unitary Plan Wind Tunnel
Більше: Унітарний План Аеродинамічної Труби
Унітарний План Аеродинамічної Труби (УПАТ) був завершений в 1956 році і тоді коштував $ 27 мільйонів, відповідно до «Закону унітарного плану» 1949 року. З моменту свого завершення, об'єкт УПАТ був найбільш широко використовуваним НАСА як аеродинамічна труба. Кожен великий комерційний транспорт і майже кожен військовий літак, побудований у США протягом останніх 40 років був протестований в цій установі. Моделі космічного корабля-шаттла: Mercury, Gemini та Apollo також були випробувані в цьому комплексі.

### Національний Аеродинамічний комплекс (NFAC)

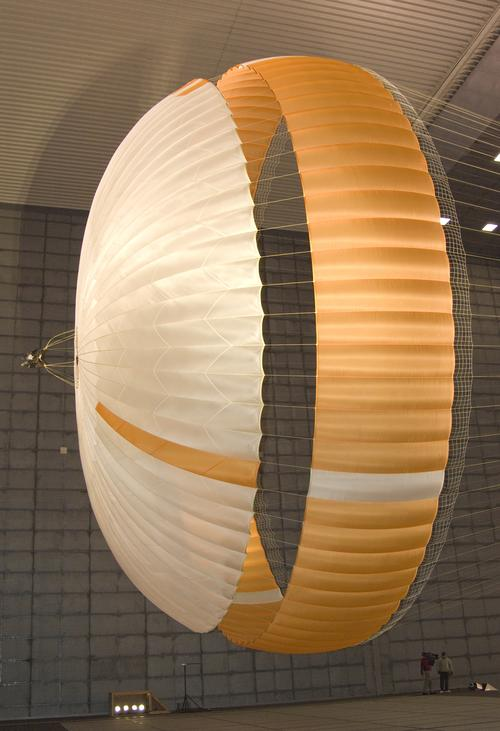
Марсіанська наукова лабораторія мала посадковий парашут тестування 80 на 120 футів аеродинамічної труби. Можна звернути увагу на людей в правому нижньому кутку зображення.

У Дослідницькому Центрі Еймса також знаходиться найбільша у світі аеродинамічна труба, частина комплексу за оригінальною назвою National Full-Scale Aerodynamic Complex (NFAC): вона досить велика, щоб перевіряти повномасштабні літаки, а не тільки їх макети.
Аеродинамічна труба розміром у 40 на 80 футів була спочатку побудована в 1940 році і нині[коли?] здатна забезпечити повноцінні тестування. Вона використовується для підтримки активної дослідницької програми в області аеродинаміки, динаміки, моделювання шуму, повномасштабних літаків та їх компонентів. Аеродинамічні характеристики нових конфігурацій досліджуються з акцентом на оцінки точності чисельних методів.
Аеродинамічна труба у 80 на 120 футів у NASA Ames Research Center — це найбільший тестовий підрозділ з аеродинамічних труб у світі. Відкритий ланцюг і нова система приводу вентилятора була встановлена в 1980-х роках. Аеродинамічна труба у 80 на 120 футів використовується для підтримки активної дослідницької програми в області аеродинаміки, динаміки, моделюванні шуму, повномасштабних літаків та їх компонентів. Аеродинамічні характеристики нових конфігурацій досліджуються, з акцентом на оцінки точності чисельних методів. Межі аеромеханічної стійкості передових роторів і роторно-фюзеляжної взаємодії там розглядаються також. Акустичні характеристики більшості повномасштабних транспортних засобів також визначаються, а також акустичні дослідження, спрямовані на відкриття та зниження аеродинамічного джерела шуму. На додаток до звичайних методів збору даних (наприклад, системи балансу, перетворювачів виміру тиску і температури зондування), відмічається стан найсучасніших приладів (наприклад, лазерні велосіметри), які допоможуть визначити напрямок потоку і швидкість навколо-несучих поверхонь моделей або літака у трубі. Деякі з тестових програм, які пройшли через трубу у 80 на 120 футів включають: F-18 High Angle з Attack Vehicle, DARPA/Lockheed Common Affordable Lightweight Fighter, XV-15 Tilt Rotor, і Advance Recovery System Parafoil. Тестовий розділ у 80 на 120 футів здатний вмістити повністю Boeing 737 при швидкості до 100 кілометрів.
Списаний з НАСА в 2003 році, NFAC нині[коли?] експлуатується військово-повітряними силами США як супутній об'єкт до Arnold Engineering Development Center (AEDC).

## Arc Jet Complex
Еймсовський Arc Jet Complex (Реактивна дуга) має сім доступних тестів у бухті при центрі. В даний час, чотири бухти містять одиниці реактивних дуг різних конфігурацій, що обслуговуються допоміжним обладнанням загального об'єкта. Це: Aerodynamic Heating Facility (AHF), Turbulent Flow Duct (TFD), Panel Test Facility (PTF), та Interaction Heating Facility (IHF). Допоміжне обладнання включає в себе два блоки живлення постійного струму, паро-ежекторна вакуумна система з приводом, системи водопостачання, охолодження, газові системи високого тиску, систему збору даних, а також інших допоміжних систем.
Величина і потужність цих систем дозволяє комплексу Arc Jet вважатися унікальним у для світу. Найбільше джерело живлення може доставити 75 мегават (МВт) для тривалості 30 хвилин або 150 МВт для другого терміну у 15 хвилин тестування. Це потужність, в поєднанні з високим об'ємним 5-ступінчастим ежектором потоку системи вакуумної відкачки, — дає об'єкту операції відповідні висотні умови польоту в атмосфері зі зразками відносно великого розміру. Термо-фізичні установки працюють у чотири дуги струменя. Interaction Heating Facility (IHF), з доступною потужністю понад 60 МВт, — є одним з струменів високої потужності доступних дуг. Це дуже гнучкий об'єкт, здатний до тривалого пробігу до однієї години, і в змозі перевірити великі зразки в обох застоях і плоскій конфігурації пластини. Panel Test Facility (PTF) використовує унікальне напів-еліптичне сопло для розділів тестування панелі. Працює 20 МВт, і може виконувати тести на зразках до 20 хвилин. Turbulent Flow Duct забезпечує надзвукові, турбулентні течії плоских поверхонь повітряних високих температур. TFD живиться від дуги нагрівача «Hüls» у 20 МВт і може випробувати зразки великих розмірів. Aerodynamic Heating Facility (AHF) має такі ж характеристики дуги нагрівача IHF, пропонує широкий спектр умов експлуатації, зразки розмірами і розширеннями для випробувань. Пленум холодного повітря, перемішування дозволяє моделювання підйому або високої швидкості польоту в цих умовах. Каталізне дослідження з використанням повітря або азоту може бути виконано в цій гнучкій установці. 5-рука модель системи підтримки дозволяє користувачеві максимально ефективне тестування. AHF може бути налаштований або з HULS або з сегментованим нагрівачем дуги, до 20-МВт. У порівнянні, цієї сили в 1 МВт достатньо, щоб живити 750 середньостатистичних будинків.

## Діапазон комплексу

### Ames Vertical Gun Range
Ames Vertical Gun Range (AVGR)/(Спектральний Вертикальний Пістолот Еймса) (СВПЕ) був розроблений для проведення наукових досліджень місячних ударних процесів на підтримку місії Аполлон. 1979 року його було встановлено, за допомогою Національного фонду, що фінансується через планетарну геологію і геофізичні програми. 1995 року збільшення наукових потреб у різних дисциплінах в результаті спільного основного фінансування трьома різними науковими програмами в штаб-квартирі НАСА (Планетарної геології і геофізики, екзобіології, і Сонячної системи Оріджинс). Крім того, AVGR забезпечує програмну підтримку для різних пропонованих і поточних планетарних місій (наприклад, Stardust, Deep Impact).
Використовуючи свій 0,30 калібр світло-газовий пістолет і пістолет, AVGR можете запустити снаряди до великих швидкостей. Змінюючи кут нахилу гармати, піднесення по відношенню до цільової вакуумної камери, кути впливу від 0 ° до 90 ° по відношенню до гравітаційного вектора. Ця унікальна особливість є надзвичайно важливою у вивченні процесів формування кратерів.
Камера мішені приблизно в діаметрі висоти, і може вмістити широкий спектр завдань і монтажних пристосувань. Може підтримувати рівень вакууму нижче, або може наповнити простір різними газами, щоб імітувати різні планетарні атмосфери. Ударні події зазвичай записуються на відео високої роздільності, або Particle Image Velocimetry (PIV).

### Hypervelocity Free-Flight Range
Гіперзвукові швидкості вільного польоту (ГШВП), діапазон якого нині[коли?] включає в себе два активних об'єкти: Aerodynamic Facility (HFFAF) та Gun Development Facility (HFFGDF). HFFAF — діє у поєднанні з Балістичною Дистанцією та ударними трубами аеродинамічної труби Driven. Його основна мета полягає у вивченні аеродинамічних характеристик і витрат поля конструктивних деталей, вільно літаючих аеробалістичних моделей.
HFFAF — це розділ тестів, оснащений 16 театрами тіней-візуалізації станцій. Кожна станція може бути використана для захоплення ортогональної пари зображень гіпершвидкісних моделей у польоті. Ці зображення, в поєднанні з відомої історії часу польоту, можуть бути використані для отримання критичних аеродинамічних параметрів, таких як ліфт, опір, статична та динамічна стійкості, характеристик потоку і коефіцієнти качки моменту. Для дуже високого моделювання числа Маха (M > 25), моделі можуть бути запущені в потоці противоточної течії газу, що генерується ударною трубкою. Засіб також може бути налаштований для тестування високошвидкісних зіткнень і має термодинамічну можливість, як добру. HFFAF нині[коли?] налаштований на роботу газової гармати на підтримку продовження теплобачення і країн з перехідним дослідженням для програми гіперзвуку НАСА.
HFFGDF використовується для досліджень підвищення продуктивності, пістолетів, і іноді ударних випробувань. Об'єкт використовує той же арсенал світло-газу і порошкові гармати як і HFFAF для прискорення частинок, які варіюються в розмірах від діаметра до швидкостей від 0,5 до 8.5 км/с (1,500 до 28,000 фт/с). Велика частина науково-дослідної роботи на сьогодні була спрямована на конфігурації входу в атмосферу Землі (Mercury, Gemini, Apollo, і Shuttle), планетарних конструкцій введення (Viking, Pioneer Venus Galileo і MSL), і конфігурації аеробрекінгу (AFE). Засіб також використовується для досліджень двигунів (National Aerospace Plane (NASP)) і дослідження впливу метеорних тіл/орбітального сміття (Орбітальна станція і RLV). 2004 року лінія була використана для тестування динаміки сміття на підтримку зусиль Повернення до польоту. Станом на березень 2007 року, GDF була змінена, щоб управляти холодним газовим пістолетом для дозвукової аеродинаміки CEV капсули.

### Electric Arc Shock Tube
Електричну дугу «Shock Tube» (EAST/СХІД) фонд використовує для вивчення впливу радіації та іонізації, які відбуваються під час дуже високих швидкостей атмосферних потоків. Крім того, СХІД може також забезпечити повітряне-BLAST моделювання, що вимагає рішучим чином генерацію ударної в\у повітрі при початковому завантаженні тиску 1 стандартної атмосфері (100 кПа) або більше. Об'єкт має три окремі конфігурації драйверів, щоб зустріти діапазон вимог до випробувань: управляючий може бути під'єднаний до мембранних станції або 102 мм (4,0 дюйма) або 610 мм (24 дюйми) ударної труби і високого тиску 102 міліметрів (4,0 дюйма), а ударна трубка може також проїхати 762 міліметрів (30,0 в) шокового тунелю. Енергія для керуючих подається за допомогою системи зберігання 1,25-MJ-конденсатора.

## Освіта

### NASA Ames Exploration Center

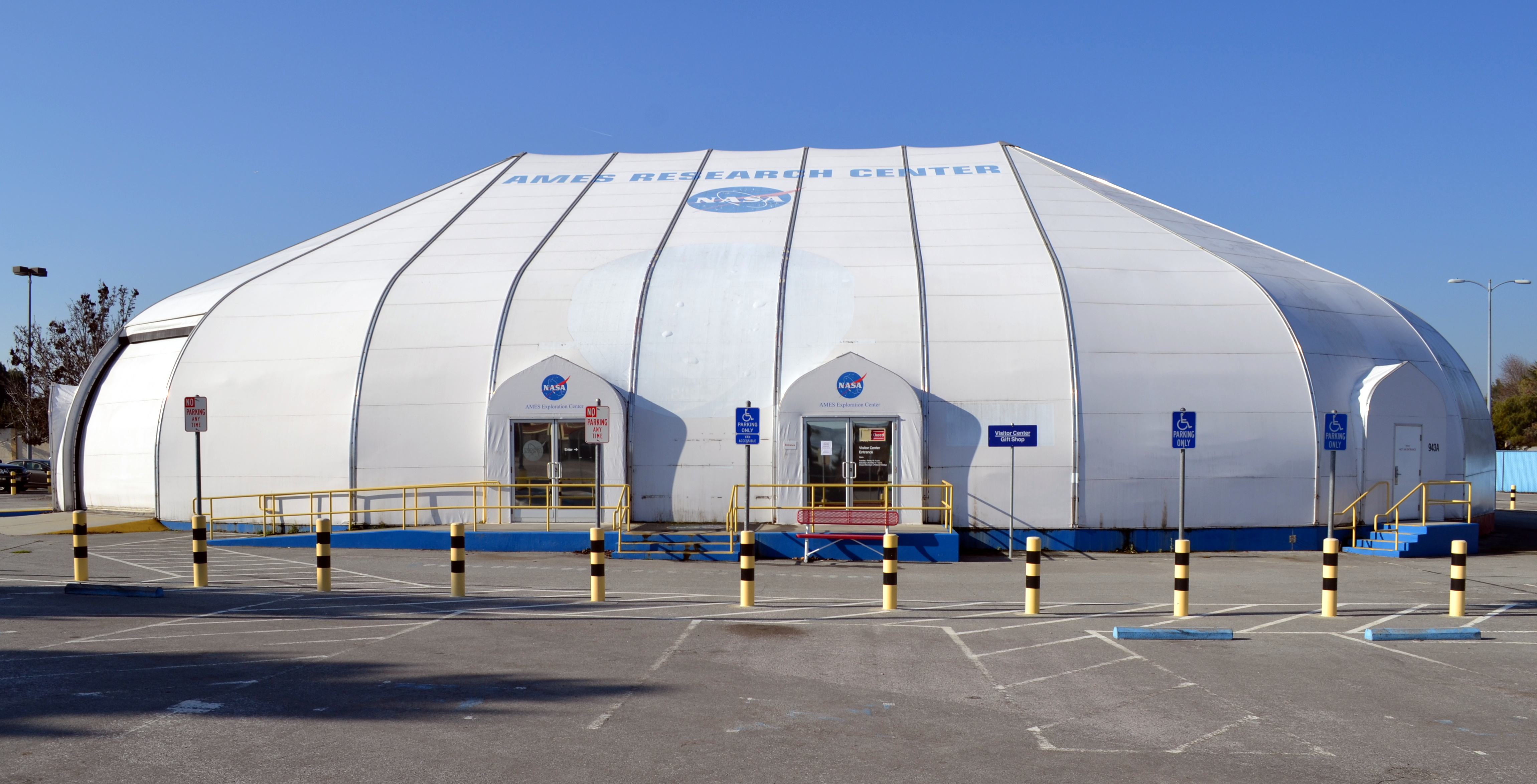
NASA Ames Exploration Center

Більше: Центр Розвідки Центру Еймса НАСА
Центр Розвідки Центру Еймса — це музей науки і освіти центру НАСА. Там є дисплеї та інтерактивні експонати про технології НАСА, місії і освоєння космічного простору. Місячні камені, метеорити та інші геологічні зразки відображені на дисплеї. Театр показує фільми з кадрами із досліджень Марса і планет, та про внесок вчених в Еймсі. Відвідування об'єкту є безкоштовним і відкритим для громадськості. Години роботи: вівторок-п'ятниця: з 10 ранку — до 4 вечора; із суботи і неділі: з 12:00 — до 4 вечора.

### Robotics Alliance Project
У 1999 році Марк Леон розробив для НАСА Robotics Education Project (тепер називається Robotics Alliance Project) під наставництвом Дейви Лавера, яка навчала понад 100 000 учнів по всій країні за допомогою робототехнічного змагання FIRST robotics та BOTBALL. Проєкт FIRST, філія якого спочатку була у складі FRC Team 254: «The Cheesy Poofs» [Архівовано 14 листопада 2014 у Wayback Machine.], уся чоловіча команда з Школи Беллармін з Сан-Хосе, Каліфорнія. 2006 року, Команда 1868: «The Space Cookies» [Архівовано 2 грудня 2020 у Wayback Machine.], вся жіноча команда була заснована у співпраці скаутів. 2012 року, Команда 971: «Spartan Robotics» [Архівовано 2 січня 2014 у Wayback Machine.] з Школа Майнтайн Вайв приєднався до проєкту, хоча команда продовжує працювати у своїй школі. Всі три команди завоювали регіональні конкурси, і два виграли FIRST Championship, два з яких виграли премію Регіонального Голови, і одну Залу слави команди. Три команди спільно іменовані як «команда будинку».
Місія проєкту «Створення людських, технічних і програмних ресурсів робототехнічних можливостей для забезпечення реалізації майбутніх роботизованих космічних дослідницьких місій.»

## Події
Хоча Адміністрація Буша трохи збільшила фінансування НАСА в цілому, значно перебудовуючи в науково-дослідних пріоритетах, які виникли після оголошення Бачення дослідження космосу у 2004 році, це призвело до значної кількості звільнень в Еймсі.
22 жовтня 2006 року НАСА відкрило центр Карла Сагана по вивченню життя у космосі. Центр продовжив роботу, що розпочав Саган, у тому числі у «SETI».
У 2008 році в Lunar Orbiter Image Recovery Project (LOIRP) було дано місце в старому McDonald's (Будівля була перейменована у McMoons) оцифровувати касети даних з п'яти 1966 і 1967 (Лунар орбітер) космічних корабелів, які слали в минулому до Місяця.
Крім того, в 2008 році, було оголошено, що колишній директор Еймса Генрі МакДоналд, що був 60 років Класовим призовником у Залі слави Еймса за сприяння, «…виключного лідерства і прагнення до технічнічних знань для Центру Еймса і НАСА, центр заново винайшов себе наприкінці 1990-х років.»
У 2010 році вчені з лабораторії механіки рідини в Еймсі вивчали аеродинаміку «Jabulani World Cup» (футбольного м'яча), визначили, що він, як правило, «підкорюється» швидкості. Інженер аерокосмонавтики Рабі Мехта відніс цей ефект несиметричного потоку через шви будови кулі.[джерело?]

## Державно-приватне партнерство
Федеральному уряду доручено частини об'єкта і людських ресурсів для підтримки [Архівовано 13 листопада 2014 у Wayback Machine.] приватного сектора промисловості, наукових досліджень та освіти.
«HP» став першою корпоративною філією нового Біо-Інфо-Нано дослідження і Інституту Розвитку (BIN-RDI); спільним підприємством встановленим Університетом Каліфорнії та НАСА, на базі центру Еймса. «Біо|Інфо|Нано R&D» Інститут присвячений створенню наукових відкриттів в результаті злиття біотехнології, інформаційної технології, і нанотехнології.
Університет Сингулярності є лідером і проводить освітню програму на об'єкті.

### Google
28 вересня 2005 року, Google та Дослідницький Центр Еймса розкрили подробиці з довгострокового дослідницького партнерства. На додачу до об'єднання інженерних талантів, Google планує побудувати об'єкт на території кампуса АРК. Один з проєктів між Центром Еймса, Google, і Університет Карнегі-Меллон — Проєкт Gigapan, платформа для створення роботів, спільного використання та анотування наземних гігапіксельних зображень. Planetary Content Project прагне до інтеграції і поліпшення даних, які Google використовує для Google Mars та Google Moon проєктів. На 4 червня 2008 року Google оголосив, що орендує у НАСА Moffett Field, для використання як офісного приміщення і житла для співробітників.
Конструювання нового проєкту від Google, який знаходиться поруч штаб-квартири комплексу Googleplex, почалося в 2013 році і має кінцеву дату відкриття у 2015 році. Проєкт називається «Bay View», від назви затоки у Сан-Франциско.
У травні 2013 року, Google Inc оголосила, що вона починає створення Квантової Лабораторії штучного інтелекту, яка буде організована Дослідницьким Центром Еймса. Лабораторія розмістить 512-кубіт квантового комп'ютера від D-Wave Systems, та АУКД (Асоціації університетів для космічних досліджень), куди будуть запрошені дослідники з різних країн світу, щоб поділитися на цей час своїм досвідом. Мета у тому, щоб вивчити, як квантові обчислення можуть просунути машинне навчання.

## Життя та праця у Еймсі
Є безліч заходів всередині дослідного центру і навколо на повний робочий день. Сайт new2nasa.wikispaces.com пропонує оновлену інформацію.